# Granica kultur

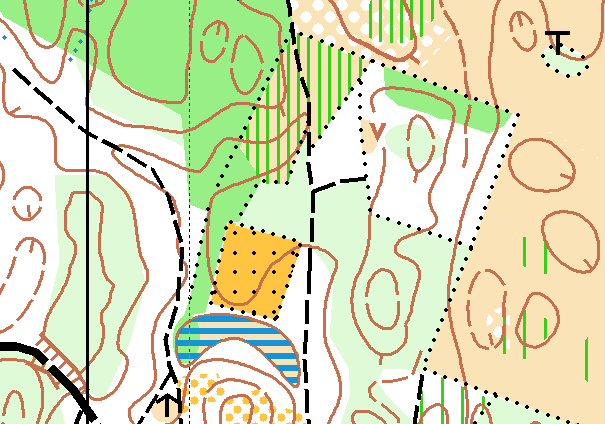
Przykładowo zaznaczone granice kultur na fragmencie mapy do biegu na orientację.

Granicą kultur – w dyscyplinach orientacji terenowej nazywa się linię oddzielającą obszary, na których znajdują się różne formacje roślinne. 

## Przykłady
- granica między lasem gęstym a lasem rzadkim (słabo przebieżnym - np. młode drzewa iglaste i dobrze przebieżnym - np. wysokie drzewa)
- granica między lasem a polem
- granica między polami z różnymi uprawami

## Symbol na mapie
Na mapach do biegu na orientację wyraźnie widoczna w terenie granica kultur oznaczona jest czarną kropkowaną linią. Natomiast jeśli granica w terenie jest niewyraźna (tzw. płynna granica kultur), to na mapie jest oznaczony przybliżony przebieg danej formacji roślinnej z pominięciem symbolu granicy kultur.